# Micky Moody

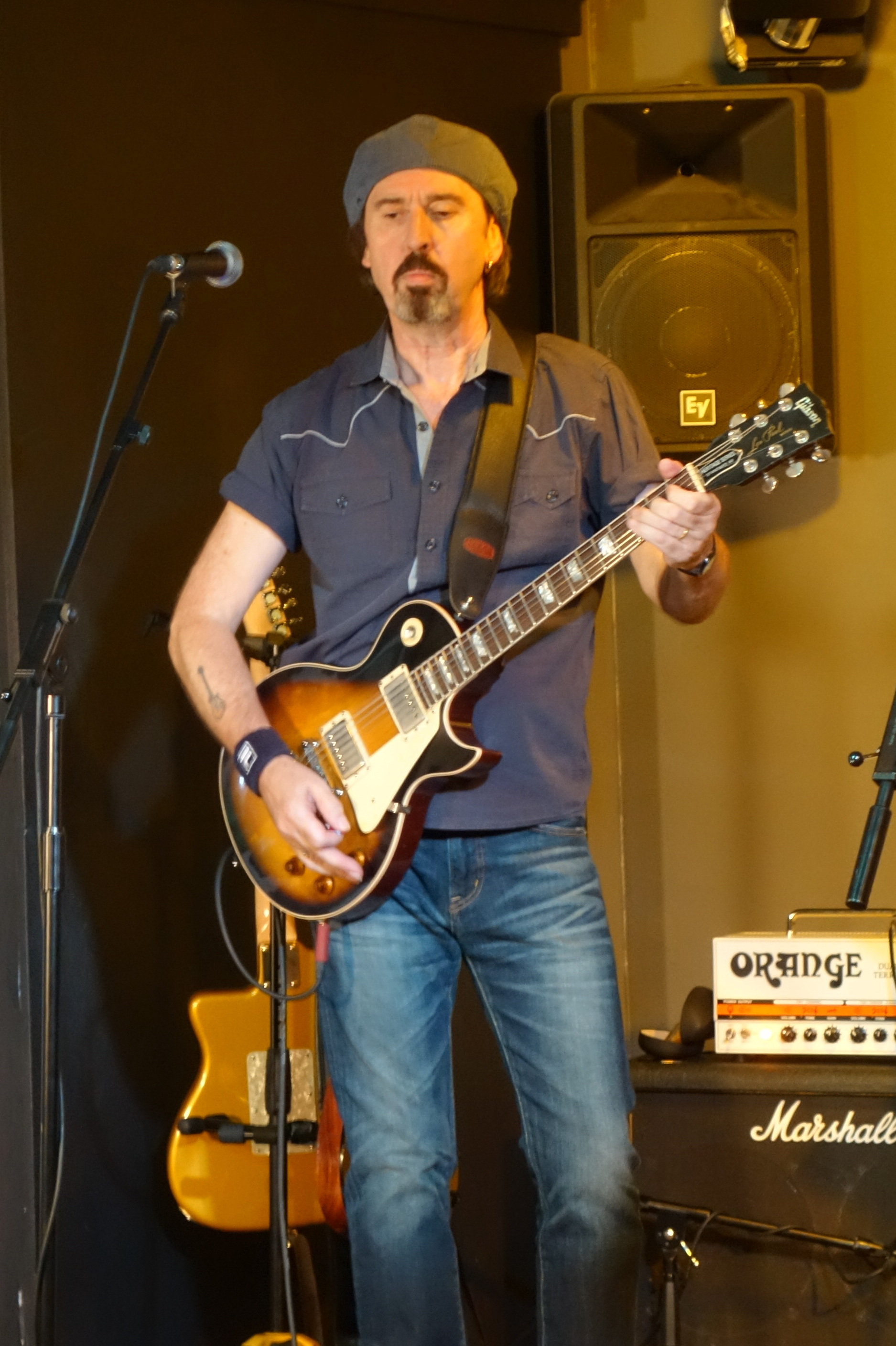
Micky Moody en un concierto

Michael Joseph "Micky" Moody (nacido el 30 de agosto de 1950, en Middlesbrough, Reino Unido) es un guitarrista inglés, y un exmiembro de las bandas de rock Juicy Lucy y Whitesnake.
También fue un miembro fundador de la banda británica de rhythm and blues/rock Snafu. Junto con sus ex-colegas de Whitesnake Bernie Marsden y Neil Murray, ha fundado varias bandas (The Snakes, Company of Snakes y M3 Classic), con las que se llevaron a cabo principalmente las primeras canciones de Whitesnake.
Más recientemente, ha estado trabajando con Murray, el guitarrista Laurie Wisefield, el baterista Harry James, el cantante Chris Ousey y el teclista Michael Bramwell en Monsters of British Rock.
Además de esto, Moody también tocó con la banda Moody Marsden y ha trabajado junto a figuras como Roger Chapman, Frankie Miller, Eric Burdon, Farlowe Chris y Uriah Heep. Para la televisión también ha respaldado a estrellas tales como Meat Loaf, Boy George, Brookes Elkie, Hendryx Nonah, Ben E. King y uno de sus primeros héroes de la guitarra, Duane Eddy.
Desde el año 2000 ha publicado varios álbumes en solitario: I Eat Them For Breakfast en 2000, Don't Blame Me en 2006, Acoustic Journeyman en 2007 y Electric Journeyman en 2009.
Un guitarrista tan versátil como Moody ha sido un músico de sesión activo y su sitio web propio tiene una colección más de 100 discos a los que ha contribuido musicalmente a partir de 2009. El 2006 vio el lanzamiento del autobiográfico Playing Con Trumpets - A Rock 'n' Roll Apprenticeship,, un libro de memorias sobre sus primeros días en la escena musical.

## Discografía

### Con Tramline
- 1968 Somewhere Down The Line
- 1969 Moves of Vegetable Centuries

### Con Juicy Lucy
- 1970 Lie Back and Enjoy It
- 1971 Get a Whiff a This
- 1972 Pieces

### Con Snafu
- 1973 SNAFU (album)
- 1974 Situation Normal
- 1975 All Funked Up

### Con The Moody Marsden Band
- 1992 Never Turn Our Back On The Blues
- 1994 Live In Hell
- 1994 The Time Is Right For Live
- 1994 Real Faith
- 2000 The Night the Guitars Came to Play

### Con Bob Young
- 1977 Young and Moody
- 1995 The Nearest Hits Album

### ConDavid Coverdale
- 1977 White Snake
- 1978 Northwinds
- 2003 The Early Years

### ConWhitesnake
- 1978 Snakebite
- 1978 Trouble
- 1978 Live At Hammersmith
- 1979 Lovehunter
- 1980 Ready an' Willing
- 1980 Live...In The Heart Of The City
- 1981 Come an' Get It
- 1982 Saints & Sinners
- 1984 Slide It In (UK version)
- 1994 Whitesnake's Greatest Hits
- 2003 Best Of Whitesnake
- 2003 The Silver Anniversary Collection
- 2004 The Early Years
- 2008 30th Anniversary Collection

### Con The Snakes, Company of Snakes & M3
- 1998 Once Bitten (Japan)
- 1998 Live in Europe
- 2001 Here They Go Again
- 2002 Burst The Bubble
- 2005 Classic Snake Live
- 2005 Rough An' Ready (live album, CD)
- 2007 Rough An' Ready (live album, DVD)

### Solo
- 2000 I Eat Them For Breakfast
- 2002 Smokestacks Broomdusters and Hoochie Coochie Men (Con Paul Williams)
- 2006 Don't Blame Me
- 2007 Acoustic Journeyman
- 2008 Live and Rocking! - Live at the Hell Blues Festival 2000 (Micky Moody & Friends)
- 2009 Electric Journeyman

### Como invitado
- 1969 You Can All Join In (VA)
- 1970 Zoot Money (Zoot Money)
- 1973 In Memory of Robert Johnson (Paul 'Tubbs' Williams)
- 1973 I Never Got (Tony Kelly)
- 1973 Manor Live (VA)
- 1973 Me and My Friend (Patrick Campbell Lyons)
- 1974 Funkist (Bobby Harrison)
- 1975 Squire (Alan Hull)
- 1975 Legend (Mickey Jupp)
- 1977 Graham Bonnet (Graham Bonnet)
- 1977 Fancy That (Joanna Carlin)
- 1977 City to City (Gerry Rafferty)
- 1979 Chappo (Roger Chapman)
- 1981 Line Up (Graham Bonnet)
- 1982 Riff Burglars (Roger Chapman)
- 1982 Music Money And Madness (Sheena Easton)
- 1986 In Quo Country (Bob Young)
- 1987 Islands (Mike Oldfield)
- 1987 Party Album (Gary Glitter)
- 1987 Reaching Out (Paul Millns)
- 1987 Indestructible (Mike D'Abo)
- 1987 No Angel (Sanne Salomonsen)
- 1988 New Day (Jane Harrison)
- 1989 Earth Moving (Mike Oldfield)
- 1989 Walking The Cat (Roger Chapman)
- 1990 Hybrid and Lowdown (Roger Chapman)
- 1991 Blue-Eyed Slide (Brian Knight)
- 1992 Parlour Games (John Spencer)
- 1992 Blues Brittania (VA)
- 1992 Waiting In The Wings (Chris Farlowe)
- 1992 Very Much Alive (Willy Finlayson and The Hurters)
- 1993 Midnight Postcards (Adam Faith)
- 1994 Tellin' Stories (Walter Trout)
- 1994 Line Up (Borderline)
- 1995 Together (Peter Smith)
- 1995 Green and Blues (Bernie Marsden)
- 1996 Kiss My Soul (Roger Chapman)
- 1996 Blue Thunder (Blue Thunder)
- 1998 Pinboard Wizards (Jackie Lynton)
- 2000 Here After (Jamie Marshall)
- 2000 Gimme All Your Topp (VA)
- 2000 Snakebites (VA)
- 2000 Glory Bound (Chris Farlowe)
- 2001 Another Hair Of the Dog (VA)
- 2001 Tam de ti ye... (Ani Lorak)
- 2002 Fairytale (Peer Gynt)
- 2003 Freak Out (Chris Catena)
- 2004 On The Wire (Smokie)
- 2005 Nah Aufnahme (Westernhagen)
- 2007 One More Time for Peace (Roger Chapman)
- 2007 Human Spirit (Gary Fletcher)
- 2008 Slap My Hand (Jimmy Copley)
- 2009 Live At Abbey Road (Endangered Species)